# 香南やすインターチェンジ
香南やすインターチェンジ（こうなんやすインターチェンジ）は、高知県香南市夜須町出口（いでぐち）の高知東部自動車道にあるインターチェンジである。
なお、高知東部自動車道の通行料金は無料であるため、料金所は存在しない。また、香南やすIC付近に小・中学校や幼稚園が存在するため、接続道路の整備を急いでいる。なお、計画段階では、夜須インターチェンジ（やすインターチェンジ）として計画されていた。

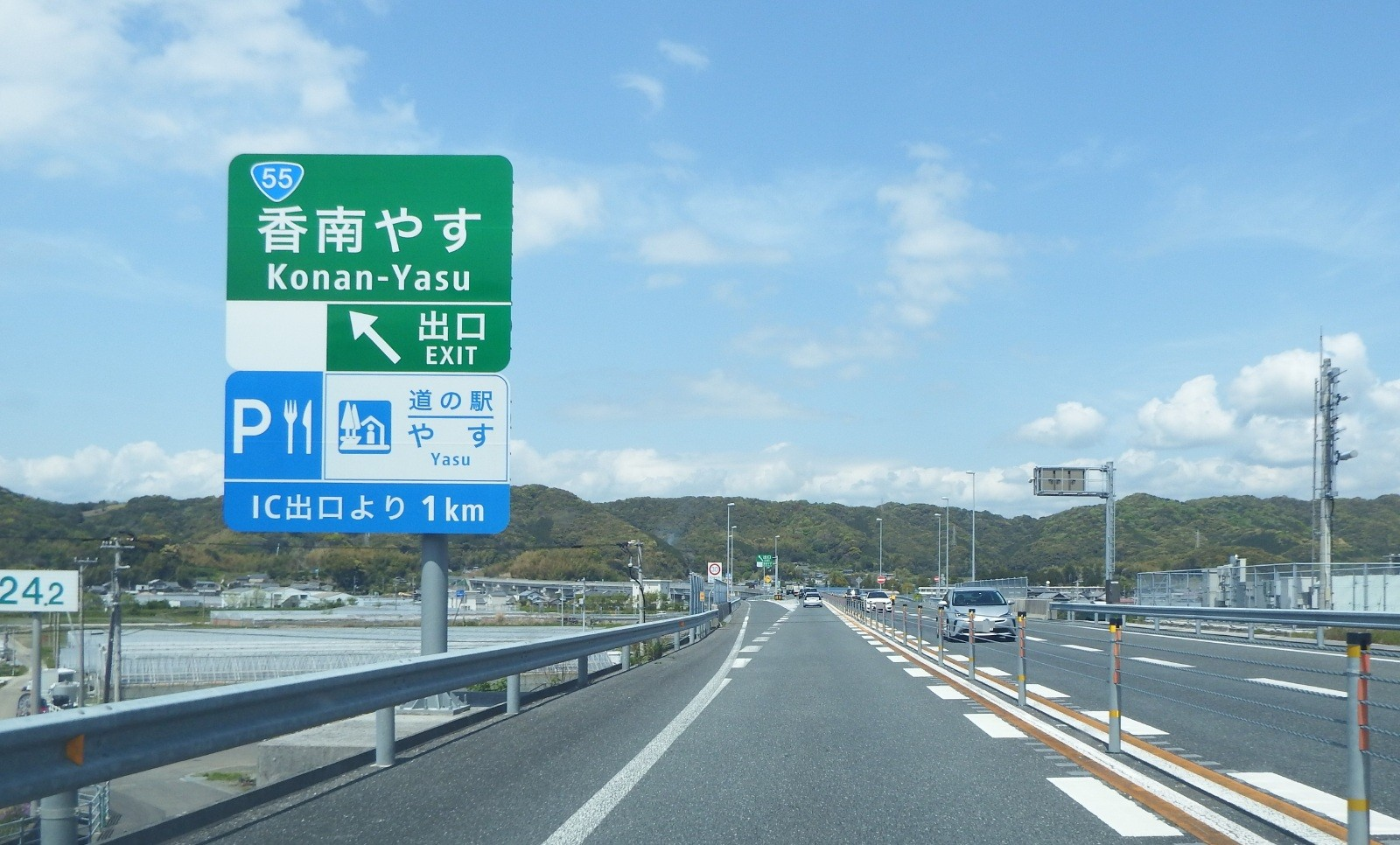
上り線出口

## 歴史
- 2010年（平成22年）10月14日 : 当ICの名称を「夜須IC」から「香南やすIC」で正式決定[1]。
- 2011年（平成23年）3月26日：香南やすIC - 芸西西IC間開通に伴い供用開始。
- 2013年（平成25年）2月17日：香南かがみIC - 香南やすIC間開通。

## 接続する道路
- 高知県道51号夜須物部線
- 国道55号（高知県道51号夜須物部線経由）

## 周辺
- 夜須駅（土佐くろしお鉄道土佐くろしお鉄道ごめん・なはり線）
- 道の駅やす
- ヤ・シィーパーク
- 手結海水浴場
- 夜須サイクリングセンター
- 香南市役所夜須支所（旧・夜須町役場）
- 夜須郵便局
- 四国銀行夜須支店
- 香南市立夜須中学校
- 香南市立夜須小学校
- 香南市立夜須幼稚園

## 隣
E55 高知東部自動車道（南国安芸道路）
(6) 香南かがみIC - (7) 香南やすIC - (8) 芸西西IC